# Ferrando Mantovani
Ferrando Mantovani (Cavezzo, 6 luglio 1933 – Firenze, 27 dicembre 2024) è stato un giurista e criminologo italiano, professore ordinario di diritto penale nell'Università degli Studi di Firenze dal 1968 al 2008, dopo il pensionamento è stato insignito del titolo di professore emerito.

## Biografia
Laureatosi nell’Università di Modena con una tesi di diritto canonico (relatore Giuseppe Dossetti), intraprende successivamente l’attività di ricerca nel campo del diritto penale come assistente di Gian Domenico Pisapia, all’epoca docente nella Facoltà giuridica modenese. 

Vincitore del concorso a cattedra, si trasferisce a Firenze, dove inizia il suo lungo insegnamento fino al pensionamento.

È stato tra i più influenti e noti penalisti italiani, anche a livello internazionale. 

Ha fatto parte della Commissione per la riforma del codice penale presieduta dal prof. Antonio Pagliaro, costituita nel 1988 dall'allora Ministro della Giustizia Giuliano Vassalli.
 
I suoi manuali di diritto penale e criminologia sono tuttora testi di riferimento per studenti, studiosi e operatori del diritto. La sua produzione scientifica è sterminata, avendo affrontato l’intero scibile penalistico.
 
Il suo pensiero muove dalla rilettura del diritto penale alla luce dei principi personalistici di rango costituzionale e sulla base di un approccio sempre razionale al problema della criminalità.
 
Imprescindibile il suo apporto pionieristico nel campo della biogiuridica.

Negli ultimi anni ha pubblicato due libri sulla stupidità umana, intesa quale metafora della condizione esistenziale, che considerava il suo lascito spirituale.

## Riconoscimenti
Dal 2009 è stato socio corrispondente dell’Accademia dei Lincei nella Classe di Scienze Morali, Storiche e Filologiche (categoria delle Scienze giuridiche), divenendone poi socio nazionale nel novembre 2024.

## Principali pubblicazioni
- Contributo allo studio della condotta nei delitti contro il patrimonio, Giuffrè, 1962.
- Concorso e conflitto di norme nel diritto penale, Zanichelli, 1966.
- I trapianti e la sperimentazione umana nel diritto italiano e straniero, Cedam, 1974.
- Diritto penale, parte generale, Cedam, 1ª ed. 1979, 12ª ed. (con Giovanni Flora), 2023.
- Il problema della criminalità, Cedam, 1984.
- Diritto penale, delitti contro il patrimonio, Cedam, 1ª ed. 1989, 9ª ed. (con Giovanni Flora), 2024.
- Diritto penale, delitti contro la persona, Cedam, 1ª ed. 1998, 8ª ed. 2022.
- Stupidi si nasce o si diventa?, ETS, 2015.
- Prontuario di stupidologia, ETS, 2023.